# بنكسية ناعمة
بنكسية ناعمة (الاسم العلمي:Banksia laevigata) هي نوع من النباتات تتبع جنس البنكسية من الفصيلة البروطية.